# Liste der denkmalgeschützten Objekte in Pernitz
Die Liste der denkmalgeschützten Objekte in Pernitz enthält die 8 denkmalgeschützten unbeweglichen Objekte der Gemeinde Pernitz im niederösterreichischen Bezirk Wiener Neustadt-Land.

## Denkmäler
| Foto |                 | Denkmal                                                                                       | Standort                                       | Beschreibung | Metadaten |
| ---- | --------------- | --------------------------------------------------------------------------------------------- | ---------------------------------------------- | --- | --- |
| ja   | Datei hochladen | Sog. Raimundvilla HERIS-ID: 30422 Objekt-ID: 27167                                            | Blättertalstraße 10 Standort KG: Pernitz       | Ab 1803 in mehreren Phasen für Josef Wilsfeyer erbaut, 1834–36 im Besitz von Ferdinand Raimund, seltenes Beispiel einer klassizistischen Villa, großer eingeschoßiger kubischer Bau, durch dreiachsige Säulenloggia unter Walmdach an der Schauseite akzentuiert.                                                                                         | BDA-Hist.: Q37933725 Status: Bescheid Stand der BDA-Liste: 2025-06-30 Name: Sog. Raimundvilla GstNr.: 762/2                                            |
| ja   | Datei hochladen | Friedhofskapelle HERIS-ID: 30428 Objekt-ID: 27173                                             | Gutensteiner Straße 14 Standort KG: Pernitz    | 1910 erbaut, neobarocker Bau mit Mansarddach und Glockentürmchen | BDA-Hist.: Q37933794 Status: § 2a Stand der BDA-Liste: 2025-06-30 Name: Friedhofskapelle GstNr.: 699/1 Friedhofskapelle, Pernitz                       |
| ja   | Datei hochladen | Figurenbildstock hl. Johannes Nepomuk bei der Mirabachbrücke HERIS-ID: 30429 Objekt-ID: 27174 | Hauptstraße 69, gegenüber Standort KG: Pernitz | Um die Mitte des 18. Jahrhunderts, Stifterinitialen B(althasar) L(inder) | BDA-Hist.: Q37933811 Status: Bescheid Stand der BDA-Liste: 2025-06-30 Name: Figurenbildstock hl. Johannes Nepomuk bei der Mirabachbrücke GstNr.: 735/2 |
| ja   | Datei hochladen | Kapelle HERIS-ID: 30421 Objekt-ID: 27166                                                      | Hauptstraße 108 Standort KG: Pernitz           | Barocke Giebelkapelle, ehemalige Friedhofskapelle, urkundlich 1773, Kruzifix 2. Hälfte 17. Jahrhundert | BDA-Hist.: Q37933701 Status: § 2a Stand der BDA-Liste: 2025-06-30 Name: Kapelle GstNr.: .26 Kapelle, Pernitz                                           |
| ja   | Datei hochladen | Kath. Pfarrkirche hl. Nikolaus HERIS-ID: 30418 Objekt-ID: 27163                               | Hauptstraße 108 Standort KG: Pernitz           | An Stelle des mittelalterlichen Vorgängerbaus 1969–70 nach Plänen von Georg Lippert errichteter Zentralbau über regelmäßigem Grundriss, gotischer Chor als Seitenkapelle integriert, seit 1447 selbstständige Pfarre, 1683 Pfarrhof und Kirche von den Türken zerstört, Ende 17. Jahrhundert wiedererrichtet, 1910 Auflassung des Friedhofs um die Kirche | BDA-Hist.: Q37933680 Status: Bescheid Stand der BDA-Liste: 2025-06-30 Name: Kath. Pfarrkirche hl. Nikolaus GstNr.: .26 Pfarrkirche Pernitz             |
| ja   | Datei hochladen | Pfarrhof HERIS-ID: 30424 Objekt-ID: 27169                                                     | Hauptstraße 79 Standort KG: Pernitz            | Zweigeschoßiger kubischer Bau unter Walmdach, erbaut 1687, Ende des 18. Jahrhunderts erneuert | BDA-Hist.: Q37933744 Status: § 2a Stand der BDA-Liste: 2025-06-30 Name: Pfarrhof GstNr.: 536                                                           |
| ja   | Datei hochladen | Pfarrheim HERIS-ID: 30427 Objekt-ID: 27172                                                    | Raimundgasse 2 Standort KG: Pernitz            | 1923–30 nach Plänen von Richard Merz erbaut, barocke und klassizistische Formen aus der Grundlage des Heimatstils | BDA-Hist.: Q37933775 Status: § 2a Stand der BDA-Liste: 2025-06-30 Name: Pfarrheim GstNr.: 559/7                                                        |
| ja   | Datei hochladen | Figurenbildstock hl. Sebastian HERIS-ID: 30430 Objekt-ID: 27175                               | Hauptstraße 106, bei Standort KG: Pernitz      | Reich reliefierter quadratischer Schaft bezeichnet 1674, darauf Statue hl. Sebastian. Steinmetz und Bildhauer Martin Kugler. | BDA-Hist.: Q37933831 Status: § 2a Stand der BDA-Liste: 2025-06-30 Name: Figurenbildstock hl. Sebastian GstNr.: 559/31                                  |